# Actinodaphne concinna
Actinodaphne concinna là loài thực vật có hoa trong họ Nguyệt quế. Loài này được Ridl. miêu tả khoa học đầu tiên năm 1914.